# 1906 au Yukon
Chronologie du Yukon
- 1902
- 1903
- 1904
- 1905
- 1906
- 1907
- 1908
- 1909
- 1910

Cette page concerne des événements d'actualité qui se sont produits durant l'année 1906 dans le territoire canadien du Yukon.

## Politique
- Commissaire : William Wallace Burns McInnes (jusqu'au 31 décembre) puis John T. Lithgow (en) (intérim)

## Événements
- 19 mars : Sortie du poème Le Rêve de Bob Smart de Robert William Service.
- 25 septembre : Accident du bateau Sternwheeler Columbian (en) dans le fleuve du Yukon à Eagle Rock et tuant six hommes.

## Naissances
- Mars : Wilfred George Brown (en), commissaire du Yukon († 23 août 1970).

## Décès
- 9 juin : William Bompas (en), prêtre (º 20 janvier 1834)